# Kabinett Klerides II

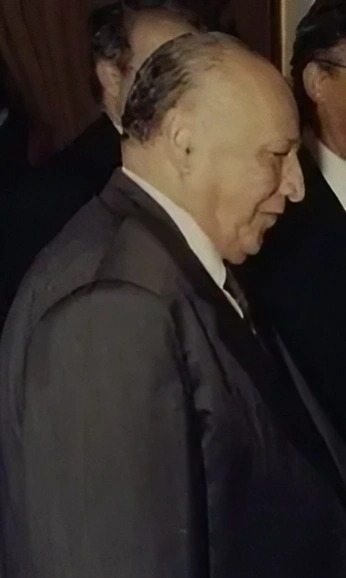
Glafkos Klerides war zwischen 1993 und 2003 Interims-Staatspräsident

Das Kabinett Glafkos Klerides I wurde in der Republik Zypern von Interims-Staatspräsident Glafkos Klerides am 28. Februar 1993 gebildet und löste das Kabinett Spyros Kyprianou IV ab. Es blieb nach verschiedenen Regierungsumbildungen bis zum 28. Februar 1998 im Amt und wurde vom Kabinett Glafkos Klerides II abgelöst. Dem Kabinett gehörten Politiker der Partei Demokratischer Alarm DISY (Dimokratikos Synagermos) sowie der Demokratischen Partei DIKO (Dimokratiko Komma) an.

## Minister
Dem Kabinett gehörten folgende Minister an:
| Amt                                                                            | Amtsinhaber                                                | Beginn der Amtszeit                                | Ende der Amtszeit                                  |
| ------------------------------------------------------------------------------ | ---------------------------------------------------------- | -------------------------------------------------- | -------------------------------------------------- |
| Staatspräsident                                                                | Glafkos Klerides                                           | 28. Februar 1993                                   | 28. Februar 1998                                   |
| Außenminister                                                                  | Alekos Michaelides Ioannis Kasoulidis                      | 28. Februar 1993 8. April 1997                     | 7. April 1997 28. Februar 1998                     |
| Finanzminister                                                                 | Faidros Oikonomidis Christodoulos Christodoulou            | 28. Februar 1993 7. November 1994                  | 7. November 1994 28. Februar 1998                  |
| Innenminister                                                                  | Konstantin Mikellides Georgios Stavrinakis                 | 28. Februar 1993 12. November 1997                 | 10. November 1997 28. Februar 1998                 |
| Verteidigungsminister                                                          | Konstantin Iliadis Georgios Charalampidis                  | 28. Februar 1993 12. November 1997                 | 10. November 1997 28. Februar 1998                 |
| Bildungsministerin Minister für Bildung und Kultur                             | Klairi Angelidou Georgios Chatzinikolaou                   | 28. Februar 1993 8. April 1997                     | 7. April 1997 28. Februar 1998                     |
| Minister für Handel und Industrie Minister für Handel, Industrie und Tourismus | Stelios Kiliaris Kyriakos Christofi Michalakis Michailidis | 28. Februar 1993 1. Februar 1996 12. November 1997 | 1. Februar 1996 10. November 1997 28. Februar 1998 |
| Minister für Arbeit und Sozialversicherung                                     | Andreas Mousiouttas Efstathios Papadakis                   | 28. Februar 1993 12. November 1997                 | 11. November 1997 28. Februar 1998                 |
| Minister für Justiz und öffentliche Ordnung                                    | Alexandros Evangelou Nikos Koshis                          | 28. Februar 1993 8. April 1997                     | 7. April 1997 28. Februar 1998                     |
| Minister für Kommunikation und öffentliche Arbeiten                            | Adamos Adamidis Leontios Ierodiakonou                      | 28. Februar 1993 8. April 1997                     | 7. April 1997 28. Februar 1998                     |
| Gesundheitsminister                                                            | Manolis Christofidis Christos Solomis                      | 28. Februar 1993 8. April 1997                     | 7. April 1997 28. Februar 1998                     |
| Minister für Landwirtschaft und natürliche Ressourcen                          | Kostas Petridis Andreas Mantovanis                         | 28. Februar 1993 12. November 1997                 | 11. November 1997 28. Februar 1998                 |
| Regierungssprecher                                                             | Ioannis Kasoulidis Manolis Christofidis                    | 28. Februar 1993 8. April 1997                     | 7. April 1997 28. Februar 1998                     |